# Deutsches Verwaltungsdiensteverzeichnis
Das Deutsche Verwaltungsdiensteverzeichnis (DVDV) ist ein nicht öffentliches Verzeichnis der technischen Verbindungsdaten von Online-Diensten der öffentlichen Verwaltung.
Das DVDV ermöglicht eine rechtssichere elektronische Kommunikation und verbindet alle föderalen Ebenen (Bund, Länder, Kommunen) untereinander. Es ist eine fach- und verwaltungsübergreifende Infrastrukturkomponente, mit der Onlineportale im Rahmen des Onlinezugangsgesetzes angebunden werden.

## Geschichte
Das Konzept für das DVDV wurde 2004 entwickelt und die Umsetzung durch den KoopA ADV beauftragt. Am 1. Januar 2007 nahm das DVDV den operativen Betrieb auf. Um die Zukunftssicherheit des Systems zu gewährleisten, wurde 2019 die Codebasis modernisiert und unter der Bezeichnung „DVDV 2.0“ funktional wesentlich erweitert.
Seit 2019 ist das DVDV ein Produkt des IT-Planungsrats. Bis Mitte 2021 war das Bundesministerium des Innern, für Bau und Heimat für das Produktmanagement zuständig, dann wurde es durch die Föderale IT-Kooperation abgelöst.

## Aktuelle Nutzungszahlen
Anfang 2024 waren im DVDV die Zugangsparameter von mehr als 32.000 Behörden und Einrichtungen der öffentlichen Verwaltung oder zu diesem Zweck tätige Organisationen eingetragen. Insgesamt wurden für diese ca. 58.000 konkrete Dienste verzeichnet.
Die Ermittlung der Transaktionszahlen ist durch die Verteilung der Dienste nur schwer möglich. Eine im Sommer 2020 vorgenommene Erhebung schätzt eine Anzahl von etwa einer Million Zugriffe pro Tag für das Gesamtsystem, Tendenz steigend.